# حملات اسرائیل به اردوگاه پناهندگان المغازی
در ۵ نوامبر ۲۰۲۳، در جریان تهاجم اسرائیل به نوار غزه، نیروهای دفاعی اسرائیل به اردوگاه پناهندگان المغازی در مرکز نوار غزه حمله هوایی کردند. به گفته وزارت بهداشت غزه، دست کم ۴۵ نفر کشته شدند که بیشتر آنها زن و کودک بودند. ارتش اسرائیل حمله هوایی به این اردوگاه را تأیید نکرد و گفت که حملات هوایی این کشور «حملات مبتنی بر اطلاعات خاص، به‌ویژه علیه عناصر تروریستی» بوده‌است. این حمله هوایی باعث آسیب شدید به خانه‌ها و زیرساخت‌های همسایه شد. وزارت بهداشت غزه اعلام کرد که در پی این حمله هوایی بیش از ۳۰ کشته وارد بیمارستان شهدای الاقصی در دیرالبلاح شدند.